# Ladislav Lindner

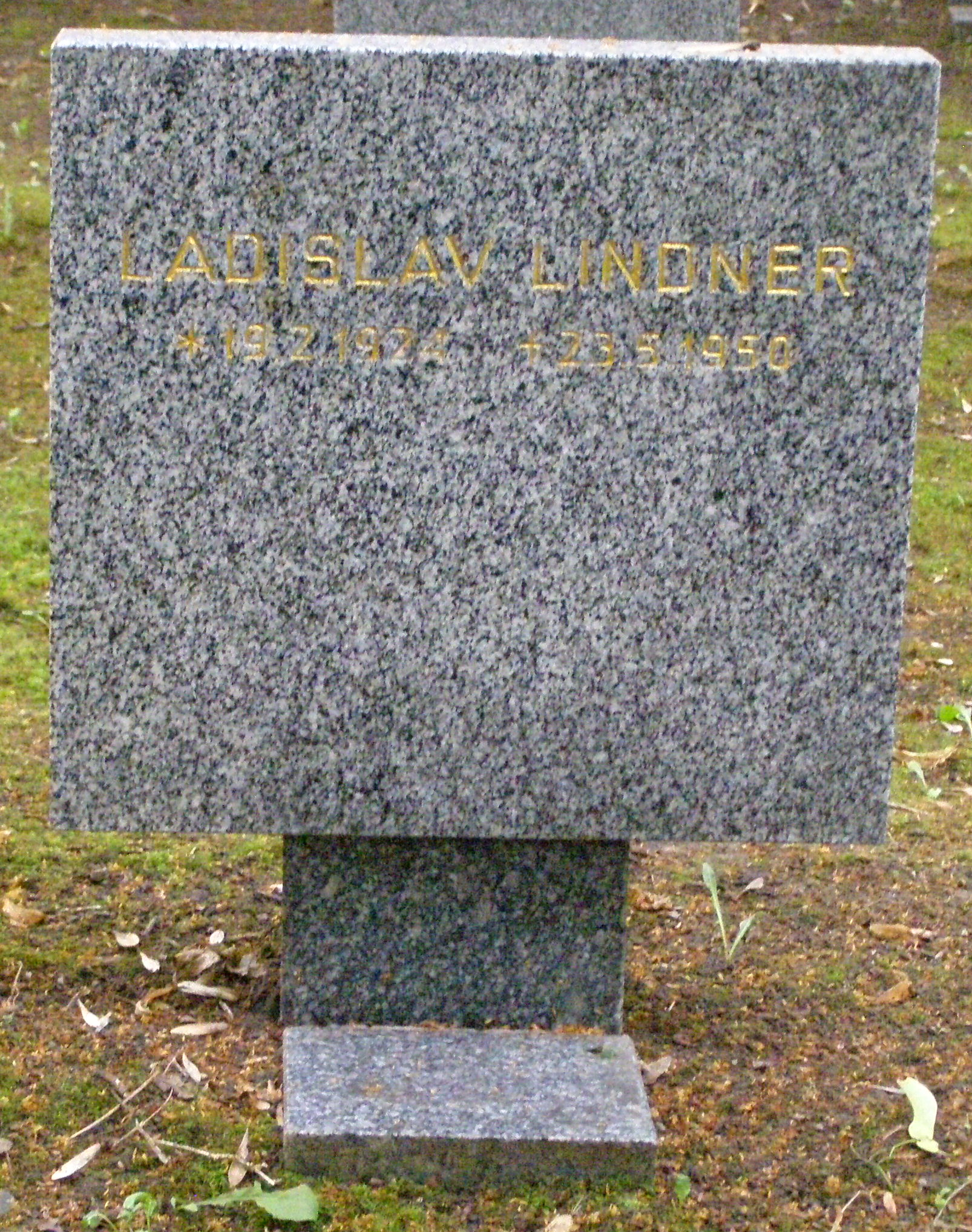
Symbolický hrob na Čestném pohřebišti popravených a umučených z padesátých let (III. odboj) na Ďáblickém hřbitově v Praze.

Ladislav Lindner (19. prosince 1924 Tuchlovice – 19. května 1950 Věznice Pankrác) byl český řidič a agent-chodec odsouzený v politickém procesu komunistickým režimem k trestu smrti a popravený v roce 1950.

## Životopis
Narodil se v roce 1924 v Tuchlovicích. Po studiu pracoval během druhé světové války jako autodopravce u firmy v Kladně. Později však byl totálně nasazen v Praze-Záběhlicích u společnosti Michelin. V květnu 1945 se poté účastnil Pražského povstání a v roce 1946 nastoupil základní vojenskou službu. Z ní však brzy po únorovém převratu v březnu 1948 zběhnul. Krátce poté z Československa uprchnul do Americké okupační zóny v Bavorsku. Poté se do března 1949 pohyboval v uprchlických táborech s cílem někde získat pracovní uplatnění. Postupně byl vyškolen americkou zpravodajskou službou CIC poté, co jej s jejím působením seznámil Štěpán Gavenda. Z Lindnera se tak stal agent chodec. V květnu 1949 se do Československa vrátil s cílem získat v zemi zpravodajské informace ekonomického i hospodářského charakteru. Do srpna 1949 Československo za tímto účelem navštívil celkem čtyřikrát včetně poslední návštěvy, při níž byl zatčen. V srpnu 1949 byl totiž zadržen příslušníky Státní bezpečnosti na nádraží v Plzni.

### Odsouzení a smrt
Za trestné činy velezrady a vyzvědačství byl poté v politickém procesu konaném v listopadu 1949 jako vedoucí špionážní skupiny Lindner-Bušek odsouzen k trestu smrti, ztrátě občanských práv a propadnutí veškerého majetku. Lindner se proti rozsudku odvolal, nicméně v březnu 1950 zamítl odvolání Nejvyšší soud. Neúspěšná byla také žádost o prezidentskou milost. Popraven byl spolu s Karlem Buškem v květnu 1950. Ve stejném procesu bylo k dlouholetým trestům odnětí svobody odsouzeno několik dalších osob.
Rehabilitován byl po sametové revoluci v roce 1990, respektive 1997.